# Venstre (Noruega)
Venstre (en noruego: «izquierda») es un partido político socioliberal de Noruega. Fue fundado en 1884, siendo en la actualidad el partido más antiguo del país. Desde 2020 su líder es Guri Melby. En el plano internacional, Venstre es miembro de la Internacional Liberal y se encuentra afiliado al Partido de la Alianza de los Liberales y Demócratas por Europa.
Fundado en 1884, entonces con el apoyo principal de los agricultores y miembros progresistas de la burguesía, fue el primer partido político que nació en Noruega y fue el partido de gobierno dominante durante varias décadas. Desde el principio tuvo una estrecha relación con la Asociación Noruega por los Derechos de la Mujer, que fue fundada en el mismo año por la mayoría de los principales políticos del Venstre, y el partido desempeñó un papel central en la defensa del sufragio femenino. Desde la década de 1880, el partido ha visto muchos cismas internos. Un ala políticamente moderada y religiosa se escindió en 1888 para formar el Partido Liberal Moderado, y la facción liberal-conservadora, incluido entre ellos el primer primer ministro de Noruega, Christian Michelsen, se escindió en 1909 para formar el Partido Liberal de Mente Libre (ambos partidos finalmente se fusionaron en el Partido Conservador). El cisma reciente más notable fue en 1972, cuando el Venstre decidió oponerse a la membresía noruega en la Comunidad Económica Europea (CEE), y la facción que apoyaba la membresía se escindió y formó el Partido Popular Liberal.

## Historia
El partido Venstre se formó en 1884 en relación con la disputa sobre si introducir o no el parlamentarismo en Noruega. Venstre (que significa "izquierda" en noruego) era el partido que defendía el parlamentarismo, mientras que los conservadores, que se oponían al parlamentarismo, formaron el partido Høyre (que significa "derecha"). Cuando se ganó la lucha por el parlamentarismo, el líder de Venstre, Johan Sverdrup, se convirtió en el primer primer ministro noruego en ser designado sobre la base de contar con el apoyo de una mayoría en el Storting. Posteriormente, Venstre abogó por el sufragio universal masculino, que se logró en 1898, la ruptura de la Unión Sueco-Noruega, que ocurrió en 1905, y el sufragio femenino, que se introdujo en 1913. En las primeras décadas después de 1884, Venstre formó varios gobiernos, intercalados con períodos de gobiernos de Høyre. Seis Primeros Ministros de Noruega diferentes han venido de Venstre, todos ellos antes de 1935. Con el crecimiento del Partido Laborista, Venstre fue perdiendo terreno gradualmente. La elección de 1915 fue la última en la que Venstre fue el partido más grande y ganó una mayoría absoluta en el Storting. Venstre se debilitó aún más con la formación de Bondepartiet (el actual Partido del Centro) en 1920, y el Partido Popular Cristiano en 1933, ambos formados en parte por exmiembros de Venstre. Después de la Segunda Guerra Mundial, Venstre formó parte de cinco gobiernos de coalición, siendo el más reciente el Gabinete de Solberg de 2018.
Una disputa sobre la membresía de Noruega en la Comunidad Europea, ahora la Unión Europea, hizo que el partido se dividiera en Røros en 1972, y las personas que favorecían la membresía de la CE se marcharon y formaron el Partido Popular Liberal. Estos incluyeron al líder del partido, Helge Seip, y 9 de los 13 miembros del parlamento. Desde entonces, Venstre ha sido un partido bastante pequeño. El grupo parlamentario se redujo a dos después de las elecciones de 1973.
En 1974, Venstre eligió a la primera mujer líder de un partido político en Noruega, Eva Kolstad. 
Los resultados de las elecciones continuaron siendo malos para Venstre. Antes de las elecciones de 1985, el partido anunció por primera y hasta ahora única vez que apoyaría un gobierno del Partido Laborista. En las siguientes elecciones perdieron los dos escaños que les quedaban y se quedaron sin representación en el Parlamento noruego por primera vez. En 1988, Venstre se reunió con el partido disidente de 1972, ahora llamándose Partido Popular Liberal, pero en las elecciones de 1989, el partido reunido nuevamente no logró ganar escaños. En 1993, el partido nuevamente no logró alcanzar el umbral del 4% que los haría elegibles para obtener escaños en el parlamento, pero Lars Sponheim fue elegido directamente del condado de Hordaland. (Antes de las elecciones, Sponheim había hecho la apuesta de que caminaría a través de las montañas desde su casa en Ulvik hasta el parlamento en la capital, Oslo, si era elegido, una apuesta que cumplió, lo que despertó el interés de la prensa). 
En 1997, Venstre superó el umbral del 4%, aumentando sus escaños en el parlamento a seis. Como consecuencia, Venstre también vio su primera participación en el gobierno desde 1973. El partido ocupó cuatro escaños en el primer gobierno minoritario de Kjell Magne Bondevik. Lars Sponheim fue nombrado ministro de Industria y Comercio, Odd Einar Dørum; el ministro de comunicaciones, luego ministro de justicia, Guro Fjellanger; ministro de protección ambiental, y Eldbjørg Løwer; ministra de administración, más tarde ministra de defensa. La Sra. Løwer fue la primera mujer ministra de defensa en Noruega. Este gabinete dimitió en 2000, negándose a aceptar la decisión del Storting de construir centrales eléctricas de gas. En 2001, Venstre no logró alcanzar el umbral del 4% por poco, pero consiguió que se eligieran dos representantes, Sponheim y Odd Einar Dørum. Sin embargo, debido a que Venstre se convirtió en parte del segundo gobierno de coalición de Kjell Magne Bondevik, con Sponheim y Dørum ingresando al gabinete, los dos fueron representados en el parlamento por diputados. El partido también consiguió un tercer miembro del gabinete, con el nombramiento de Torild Skogsholm como ministro de Transportes y Comunicaciones. 
Las elecciones de 2005 le dieron a Venstre el 5,9% de los votos, su mejor resultado desde las elecciones de 1969. Venstre ganó 6 escaños directamente y 4 escaños adicionales a través del sistema compensatorio 4%+. Debido a la mayoría de la Coalición Rojo-Verde, Venstre se convirtió en un partido de oposición. 
En las elecciones generales de 2009, Venstre terminó por debajo del umbral del 4% para nivelar escaños, dejando al partido con solo dos escaños en el parlamento, Trine Skei Grande y Borghild Tenden, mientras que tenían diez escaños antes de las elecciones. La misma noche del 14 de septiembre de 2009, Lars Sponheim anunció que dimitiría como líder del partido, como consecuencia del pobre resultado. Después de las elecciones, el partido experimentó un crecimiento en el número de miembros. En la conferencia del partido en abril de 2010, Trine Skei Grande fue elegida por unanimidad como nueva líder del partido.
Venstre superó el umbral con un 5,2% en las elecciones de 2013 y entró en conversaciones de coalición con los partidos Conservador, Demócrata Cristiano y del Progreso. Venstre y los democratacristianos decidieron no entrar en el nuevo Gabinete de Solberg, dejándolo así sin mayoría parlamentaria, pero firmaron con él un acuerdo de apoyo externo.
Al ganar 8 escaños en las elecciones de 2017, Venstre inició nuevas conversaciones con la coalición del Partido Conservador y Partido del Progreso y se unió a la coalición en enero de 2018 con tres puestos en el gabinete; Ola Elvestuen se convirtió en Ministra de Clima y Medio Ambiente, Iselin Nybø Ministra de Investigación y Educación Superior, mientras que la líder del partido Trine Skei Grande se convirtió en Ministra de Cultura.

## Ideología
El partido es considerado como socioliberal y aboga por la libertad personal bajo la condición previa de un estado activo. Desde la década de 1970, el partido ha mantenido una posición liberal verde, que fue una parte importante del perfil del partido cuando volvió al parlamento en la década de 1990. Venstre fue calificado como el segundo mejor partido después del Partido Verde por la organización ecologista Framtiden i våre hender. El partido también es un firme partidario del multiculturalismo, el aumento de la inmigración laboral a Noruega y la relajación de las medidas de integración. Apoya la pertenencia de Noruega a la Unión Europea, y la sustitución de la monarquía por una forma de gobierno republicana.

## Líderes del partido
- Johan Sverdrup (1884)
- Ole Anton Qvam (1884-1889)
- Johannes Steen (1889-1893)
- Viggo Ullmann (1893-1894)
- Ole Anton Qvam (1894-1896)
- Viggo Ullmann (1898-1900)
- Lars Holst (1900-1903)
- Carl Berner (1903-1909)
- Gunnar Knudsen (1909-1927)
- Johan Ludwig Mowinckel (1927-1940)
- Jacob S. Worm-Müller (1945-1952)
- Bent Røiseland (1952-1964)
- Gunnar Garbo (1964-1970)
- Helge Seip (1970-1972)
- Helge Rognlien (1972-1974)
- Eva Kolstad (1974-1976)
- Hans Hammond Rossbach (1976-1982)
- Odd Einar Dørum (1982-1986)
- Arne Fjørtoft (1986-1990)
- Håvard Alstadheim (1990-1992)
- Odd Einar Dørum (1992-1996)
- Lars Sponheim (1996-2010)
- Trine Skei Grande (2010-2020)
- Guri Melby (2020-)

## Resultados electorales
|  | 63,4 % |

|  | 41,8 % |

|  | 50,8 % |

|  | 50,4 % |

|  | 52,7 % |

|  | 54,0 % |

|  | 42,7 % |

|  | 45,1 % |

|  | 30,4 % |

|  | 40,0 % |

|  | 33,1 % |

|  | 28,3 % |

|  | 20,1 % |

|  | 18,6 % |

|  | 17,3 % |

|  | 20,2 % |

|  | 17,7 % |

|  | 16,0 % |

|  | 13,8 % |

|  | 12,4 % |

|  | 10,0 % |

|  | 9,6 % |

|  | 7,2 % |

|  | 10,2 % |

|  | 9,4 % |

|  | 2,3 % |

|  | 2,4 % |

|  | 3,2 % |

|  | 3,1 % |

|  | 3,2 % |

|  | 3,61 % |

|  | 4,45 % |

|  | 3,9 % |

|  | 5,92 % |

|  | 3,88 % |

|  | 5,23 % |

|  | 4,37 % |

|  | 4,6 % |